# 蓋里拉冰川

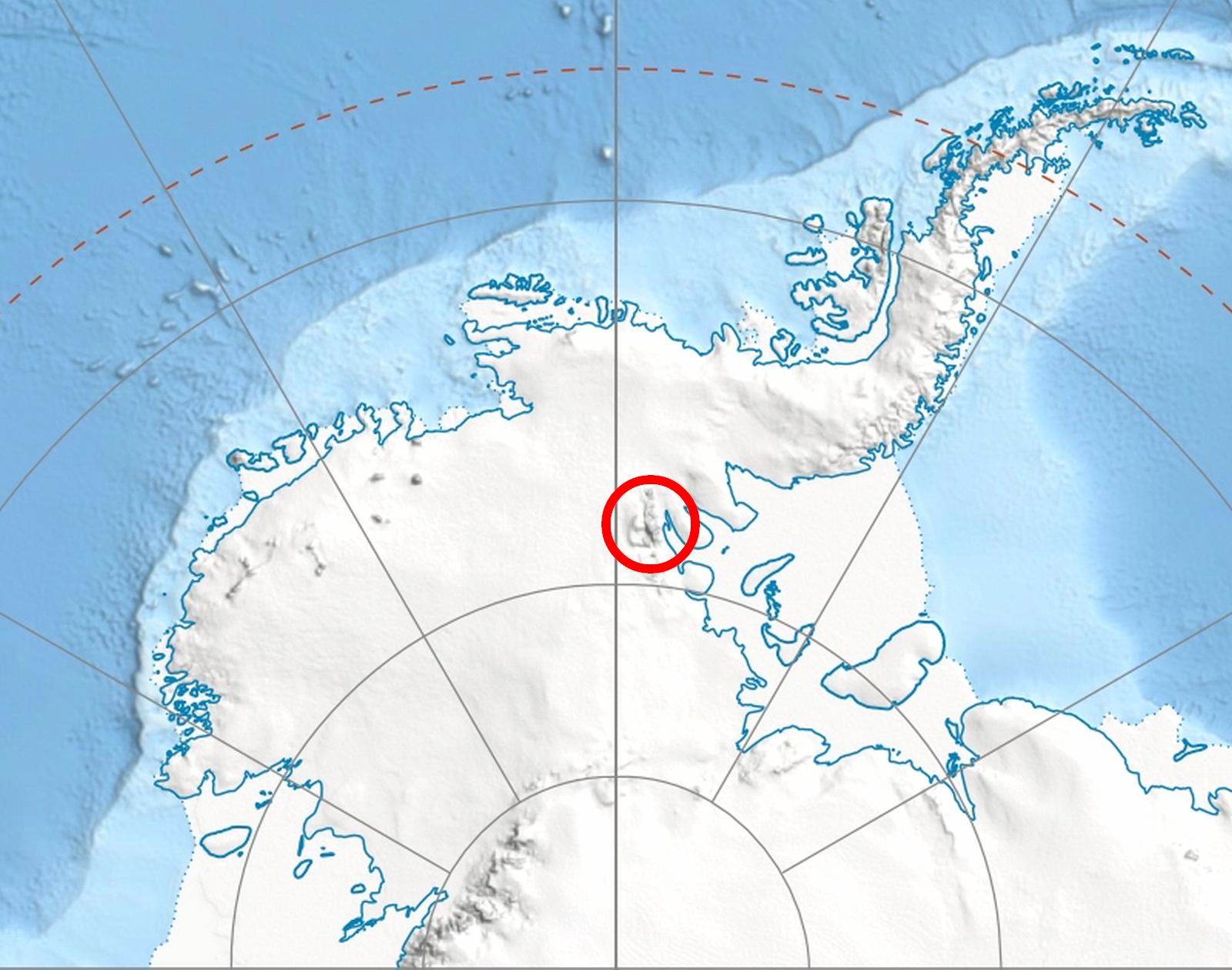

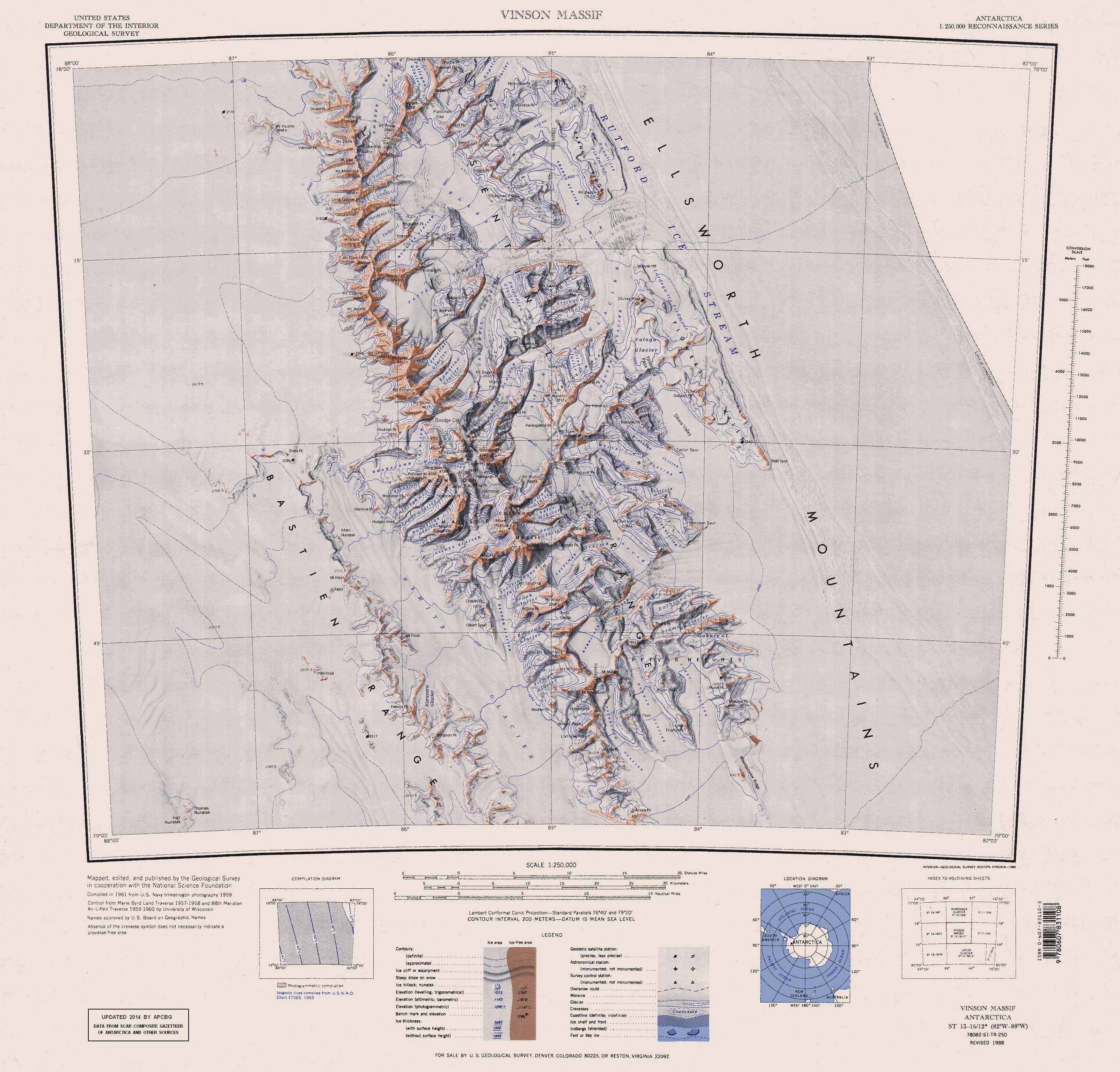

蓋里拉冰川（英語：Gerila Glacier），是南極洲的冰川，位於埃爾斯沃思地中埃爾斯沃思山脈的森蒂納爾嶺地區，處於伯德尼斯冰川以北和豐豐冰川以南，長7.5公里、寬2公里，最終在布魯蓋爾峰以北注入埃倫冰川，現時由南極條約體系管理。